# Steve McManaman
Pour les articles homonymes, voir McManaman.
Steven McManaman, né le 11 février 1972 à Bootle, un quartier de Liverpool en Angleterre, est un footballeur professionnel anglais aujourd'hui retraité. 
Il joue au poste de milieu de terrain ou d'ailier entre 1990 et 2005 dans de prestigieux clubs anglais et espagnols et en équipe d'Angleterre.
Steven McManaman est l'Anglais qui remporte le plus de trophées en club alors qu'il joue à l'étranger. Il est ainsi le premier anglais à remporter la Ligue des champions de l'UEFA avec un club non-anglais. En 2008, le Sun le place en troisième position des 10 meilleurs britanniques à avoir joué à l'étranger après Kevin Keegan et John Charles.
En 2008, il est analyste sportif aux États-Unis pour la chaîne de télévision ESPN notamment lors des matchs de MLS.

## Biographie

### Liverpool
Pendant son enfance Steve McManaman supporte Everton FC, mais il choisit de poursuivre sa formation à Liverpool en 1988. Il y signe comme professionnel le 19 février 1990, le club est alors entraîné par l'Écossais Kenny Dalglish. Le jeune McManaman fait ses débuts professionnels le 15 décembre 1990 en tant que remplaçant lors de la victoire 2-0 contre Sheffield United à Anfield. Il inscrira son premier but sous le maillot des Reds le 21 août 1991 à Maine Road face à Manchester City (défaite 2 - 1).
Ce n'est qu'avec l'arrivée de Graeme Souness que McManaman commence à marquer de nombreux buts, ce qui lui permet de s'installer confortablement dans le groupe professionnel de Liverpool. Son premier titre avec Liverpool surviendra lors de la Coupe d'Angleterre de football 1991-1992 quand Liverpool bat Sheffield Wednesday sur le score de 2 - 0. Il est élu homme du match.
Le jeune McManaman continue sur sa lancée les saisons suivantes et s'impose comme l'un des meilleurs ailiers de Premier League avec le joueur de Manchester United Ryan Giggs. Lors de la saison 1993-1994, il confirme son excellente forme en signant un doublé contre Swindon Town ou encore avec une course spectaculaire contre Tottenham Hotspur.
En 1994, il obtient une revalorisation salariale et il obtient un des rôles centraux de l'équipe. Le nouvel entraîneur Roy Evans lui laisse plus de libertés et McManaman peut utiliser sa capacité d'accélération pour déborder, ce sera la marque de fabrique du Liverpool des années 1990. Cette année-là, il gagne la coupe de la Ligue et marque 2 buts en finale contre Bolton Wanderers (victoire finale 2 - 1).
En quarts de finale de la coupe des coupes, Steven McManaman et Robbie Fowler dévoilent un tee-shirt portant un message de soutien aux cinq cents dockers de Liverpool licenciés à la suite d'une grève entamée deux ans auparavant. McManaman explique que « Tout ce qu’on voulait, c’était donner un coup de main aux personnes qu’on connaît et qui ne reçoivent aucune paie. Robbie et moi avons offert notre soutien aux dockers, mais nous ne sommes pas assez arrogants pour croire que porter un T-Shirt ferait la différence. »

### Départ à l'étranger
Le 1er juin 1999, après 364 matchs et 66 buts pour Liverpool, McManaman est transféré au Real Madrid CF de Guus Hiddink. Il devient alors le deuxième Anglais à jouer pour le club espagnol après Laurie Cunningham qui a joué au Real entre 1979 et 1983.
Il marque un but en finale de Ligue des Champions 2000 contre le Valence CF (victoire 3-0).

### Retour en Angleterre et fin de carrière
La signature quelques années plus tard de David Beckham prouvera que McManaman a ouvert la voie pour permettre l'arrivée de joueurs anglais en Espagne. En 2003, il quitte le club et retourne en Angleterre, plus précisément à Manchester City.
Il faisait partie d'un petit groupe de joueurs de Liverpool surnommé les Spice Boys.

### Carrière internationale
McManaman honore sa première cape avec l'Angleterre lors d'un match amical contre le Nigeria le 16 novembre 1994. Mais il devra attendre 5 années avant de marquer ses deux premiers buts internationaux contre Saint-Marin (victoire 6 - 0) lors des qualifications pour l'Euro 2000 à Wembley.
Il participe à l'Euro 1996, la Coupe du monde 1998 en France et l'Euro 2000 où il est titulaire comme milieu gauche. Durant cette dernière compétition, il inscrit un but face au Portugal lors du premier tour. Néanmoins, il ne peut empêcher la défaite des Three Lions face à la Seleçao.

#### Buts internationaux
| #  | Date             | Lieu                | Adversaire | Résultat final | Compétition             |
| -- | ---------------- | ------------------- | ---------- | -------------- | ----------------------- |
| 1. | 4 septembre 1999 | Wembley, Angleterre | Luxembourg | 6 – 0          | Éliminatoires Euro 2000 |
| 2. | 4 septembre 1999 | Wembley, Angleterre | Luxembourg | 6 – 0          | Éliminatoires Euro 2000 |
| 3. | 12 juin 2000     | Eindhoven, Pays-Bas | Portugal   | 2 – 3          | Euro 2000               |

## Palmarès

### En club
- Liverpool FC :
  - Vainqueur de la Coupe d'Angleterre en 1992.
  - Vainqueur de la Coupe de la Ligue en 1995.
  - Vice-champion de First Division en 1991.
  - Finaliste de la Coupe d'Angleterre en 1996.

- Real Madrid CF :
  - Champion de la Liga en 2001 et 2003.
  - Vainqueur de la Ligue des champions en 2000 et 2002.
  - Vainqueur de la Supercoupe d'Espagne en 2001.
  - Vainqueur de la Supercoupe de l'UEFA en 2002.
  - Vainqueur de la Coupe intercontinentale en 2002.
  - Finaliste de la Coupe intercontinentale en 2000.
  - Finaliste de la Coupe d'Espagne en 2002.

### En sélection
- Angleterre espoirs :
  - Vainqueur du Tournoi de Toulon en 1991.

## Statistiques
| Pays           | Club            | Saison         | Championnat | Championnat | Championnat | Coupe nationale | Coupe nationale | Coupe nationale | Coupes européennes | Coupes européennes | Coupes européennes | Autres | Autres | Autres | Total  | Total | Total  |
| Pays           | Club            | Saison         | Matchs      | Buts        | Passes      | Matchs          | Buts            | Passes          | Matchs             | Buts               | Passes             | Matchs | Buts   | Passes | Matchs | Buts  | Passes |
| -------------- | --------------- | -------------- | ----------- | ----------- | ----------- | --------------- | --------------- | --------------- | ------------------ | ------------------ | ------------------ | ------ | ------ | ------ | ------ | ----- | ------ |
| Angleterre     | Liverpool       | 1989-1999      | 274         | 46          | 112         | 59              | 15              | 20              | 31                 | 5                  | 10                 | 0      | 0      | 0      | 364    | 66    | 142    |
| Espagne        | Real Madrid     | 1999-2003      | 94          | 8           | 20          | 15              | 1               | 2               | 43                 | 5                  | 11                 | 5      | 0      | 0      | 157    | 14    | 33     |
| Angleterre     | Manchester City | 2003-2005      | 35          | 0           | 6           | 5               | 0               | 0               | 4                  | 0                  | 1                  | 0      | 0      | 0      | 44     | 0     | 7      |
| Total carrière | Total carrière  | Total carrière | 403         | 54          | 138         | 80              | 16              | 22              | 78                 | 10                 | 22                 | 5      | 0      | 0      | 565    | 80    | 182    |